# HMAS Wattle
HMAS Wattle – australijski holownik portowy zbudowany w 1934 ze stoczni Cockatoo Island Dockyard i używany w Royal Australian Navy (RAN) do 1962. Po wycofaniu ze służby RAN, „Wattle” został zakupiony przez organizację historyczną Sydney Heritage Fleet. W 1971 „Wattle” został zakupiony przez Victorian Steam Company i był używany jako statek wycieczkowy po zatoce Port Phillip. W 2003 „Wattle” został wycofany z użycia i rozpoczęto jego remont.
„Wattle” jest jednym z ostatnich, nadal istniejących australijskich statków z oryginalnym napędem parowym.

## Historia
HMAS „Wattle” został zbudowany w 1934 w stoczni Cockatoo Island Dockyard w ramach programu mającego zapewnić zatrudnienie tamtejszym pracownikom w czasie wielkiego kryzysu lat 30. Okręt mierzył 25 m długości. Został wyposażony w pojedynczą śrubę o średnicy 220 cm. Po remoncie w 2015 roku okręt mierzy 24.76 m długości, 5.33 m szerokości oraz 2.82 m zanurzenia. Maksymalna zarejestrowana prędkość statku wynosiła 10,8 węzła. 
W 1969 okręt został wycofany do rezerwy, a trzy lata później został sprzedany grupie historycznej Sydney Heritage Fleet za 1100 dolarów.

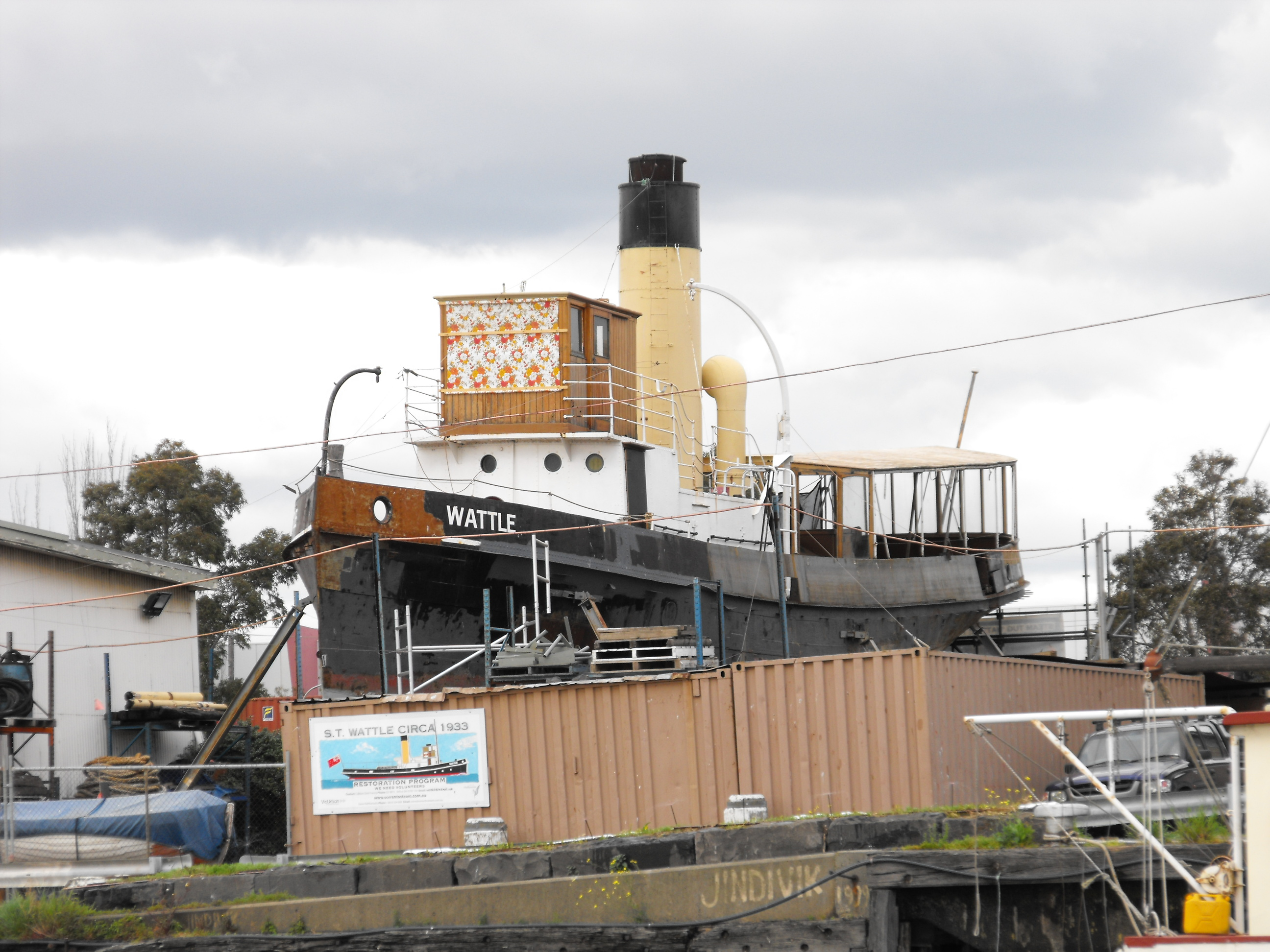
"Wattle" w trakcie remontu (2013)

W 1971 statek ponownie zmienił właściciela, tym razem został zakupiony przez Victorian Steam Ship. Przez ponad 30 lat używany był jako statek wycieczkowy pływający po zatoce Port Phillip. W 2003 „Wattle” został wycofany do remontu. Jest jednym z trzech istniejących australijskich statków wyposażonych w oryginalne maszyny parowe. Statek remontowany był w warsztatach muzeum The Maritime Museum of Victoria, koniec remontu przewidywano na 2012. Remont ostatecznie zakończył się w 2015, od tamtej pory statek pełni dalej funkcję statku wycieczkowego. 